# Swing (sporttidning)
Swing var en tidning om boxning, kraftsport och liknande, samt andra ämnen som kunde intressera läsekretsen. Tidningen kom ut 1920-1936. Chefredaktör var Roland Hentzel. Undertitlarna varierade genom åren, exempelvis llustrerad sport- och film-journal eller Illustrerad tidning för sport och kroppskultur.. Tidningen var i olika perioder officiellt organ för Svenska tyngdlyftningsförbundet och för Svenska frisk- och kraftsportförbundet.
Roland och brodern Marcus Hentzel, som också skrev i tidningen, var kritiska till idrottens tävlingsfixering och ville lyfta fram idrotten som hälsa. I Swing myntades ordet frisksport. Bland de ämnen som flitigt täcktes av tidningen fanns Viking Cronholms jiu-jitsu..